# San Mateo (distrito)
O Distrito peruano de San Mateo é um dos trinta e dois distritos que formam a Província de Huarochirí, situada no Departamento de Lima, pertencente a Região Lima, na zona central do Peru.

## Transporte
O distrito de San Mateo é servido pela seguinte rodovia:
- PE-22A, que liga o distrito de Chicla à cidade de Mala [1][2][3]